# Joanna Słowińska
Joanna Słowińska (ur. 1 lipca 1971 w Strzelcach Krajeńskich) – polska pieśniarka, skrzypaczka. Absolwentka Akademii Muzycznej w Poznaniu. Używa ludowej techniki śpiewu, tzw. „głosu białego”.
Wielokrotna laureatką festiwalu Polskiego Radia Nowa Tradycja: w roku 1999 zdobyła GRAND PRIX wraz z zespołem Muzykanci, a w roku 2004 wszystkie możliwe główne nagrody indywidualne: GRAND PRIX Nowa Tradycja, Niezależną Nagrodę Publiczności „Burza Braw” oraz Nagrodę Specjalną „Złote Gęśle” przyznawaną przez TVP Polonia. Jest też laureatką Grand Prix (wraz z zespołem Muzykanci) oraz Nagrody Specjalnej za Szczególną Indywidualność Sceniczną festiwalu Eurofolk 1999 oraz dwukrotną finalistką Przeglądu Piosenki Aktorskiej we Wrocławiu (2004, 2005).
Nagrała cztery płyty z zespołem Muzykanci, którego jest współzałożycielką oraz sześć albumów solowych; ma też udział gościnny w wielu fonograficznych i koncertowych produkcjach o charakterze oratoryjnym i kantatowym. Tytuł: Folkowy Fonogram Roku nadawany przez dziennikarzy Polskiego Radia i krytyków muzycznych przyznano wydawnictwom: „Muzykanci” (1999), „Life in Alchemia” (2005; II Nominacja), „Możesz być” (2007); album ten – promowany utworem „Kalina” (sł. J. Słowiński, muz. M. Blajda) – został też finalistą konkursu: Superjedynki TVP (III miejsce) Festiwalu Piosenki Polskiej w Opolu w kategorii: Debiut Roku 2008. W latach 2005–2006 ukazywały się również płyty cyklu „Tryptyk Świętokrzyski” (sł. Z. Książek, muz. P. Rubik), które przyniosły Joannie Słowińskiej, jako solistce wiele nagród (m.in. platynowe i diamentowe płyty Akademii Fonograficznej ZPAV).
Joanna Słowińska koncertuje z zespołem złożonym z krakowskich instrumentalistów (m.in. Stanisław Słowiński Quintet, J.A.S.S. Trio, AKT), współtworzy też zespół Muzykanci. Występuje również gościnnie jako solistka w wielu utworach o charakterze oratoryjnym i kantatowym (Zygmunt Konieczny: „Konieczny w teatrze Staniewskiego”, „Litania Polska”, „Serce Moje Gram”, „Noc listopadowa”, „Norwid - Bal”; Piotr Rubik: „Świętokrzyska Golgota”, „Tu Es Petrus”, „Psałterz wrześniowy”, Bartłomiej Gliniak: „Siedem pieśni Marii”, „Oratorium kalwaryjskie”). 
Jako solistka form kantatowych koncertowała pod batutą m.in. Jerzego Maksymiuka, Alexandra Liebreicha, Diego Navarro, Michała Dworzyńskiego, Jerzego Salwarowskiego.
Współpracowała z Jarosławem Besterem („Bal u Pana Boga”), z Elliotem Goldenthalem (wykonując solowe partie wokalne z filmu „Frida” w ramach Festiwalu Muzyki Filmowej w Krakowie), z Ośrodkiem Praktyk Teatralnych Gardzienice (wykładowca X Akademii Teatralnej). Prowadzi autorską działalność edukacyjną Centrum Głosu (Kraków, ul. św. Tomasza 31).
Koncertowała w większości krajów Europy (m.in. na scenach: WOMEX 2015, EtnoKraków/ROZSTAJE 2015, EthnoPort Poznań, Budapest Folk Fest, Respect Festival Praga, Folk Holidays Namest n.O, Crossculture Festival Warsaw), w USA (Dream Festival @ NY Broadway Symphony Space, Chicago Cultural Center), w Ameryce Południowej (WOMAD Festival 2016, Chile), w Azji, m.in. w ramach Kavkaz Jazz 2015 (Gruzja), ULSAN Cheoyong World Music Festival 2015, Jeonju International Sori Festival 2015 (Korea Południowa).  

## Dyskografia
- 2015 – Archipelag_2 (promo ed.)
- 2015 – Muzykanci/Shtetl (promo ed.)
- 2013 – Obrazki ze szczytów (jako solistka)
- 2013 – Archipelag (promo ed.)
- 2010 – Bal u Pana Boga z Jarosławem Besterem
- 2010 – Oratorium kalwaryjskie
- 2009 – Z nieba wysokiego
- 2007 – Wyspiański według Koniecznego (jako solistka)
- 2007 – Siedem Pieśni Marii (jako solistka)
- 2007 – Możesz być
- 2006 – Psałterz wrześniowy (jako solistka)
- 2006 – Płaczcie Anieli
- 2006 – Świętokrzyska Golgota (jako solistka)
- 2005 – Tu Es Petrus (jako solistka)
- 2005 – Live in Alchemia
- 2003 – Hradištan & Muzykanci (z zespołem Muzykanci)
- 2002 – A na onej górze (z zespołem Muzykanci)
- 2002 – Gore gwiazda (z zespołem Muzykanci)
- 1999 – Muzykanci (z zespołem Muzykanci)

## Nagrody i wyróżnienia
- 2022
  - Nagroda Miasta Krakowa[1]
- 2013

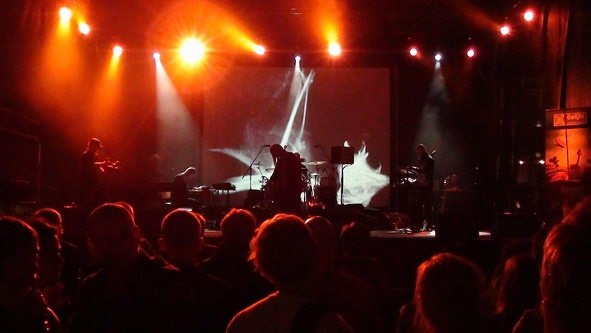
Joanna Slowinska - Archipelag, Kraków

  - Brązowy Medal „Zasłużony Kulturze Gloria Artis” – przyznany przez Ministra Kultury i Dziedzictwa Narodowego[2]
- 2012
  - honorowe wyróżnienie dla albumu Muzykanci – nagranego z solowym udziałem Joanny Słowińskiej – przyznane przez internautów w plebiscycie Polskiego Radia na najlepszy album spośród wszystkich płyt nagrodzonych w 15-letniej historii konkursu: „Folkowy Fonogram Roku”
- 2008
  - Folkowy Fonogram Roku 2007 za płytę Możesz być, na festiwalu Nowa Tradycja[3]
  - Finalistka plebiscytu Superjedynki 2008 Festiwalu Piosenki Polskiej w Opolu w kategorii „Fonograficzny debiut roku” za płytę „Możesz być” (3 miejsce)
  - platynowa płyta dla Joanny Słowińskiej jako solistki oratorium Siedem Pieśni Marii za album Siedem Pieśni Marii
- 2007
  - Nagroda dla najlepszych polskich wykonawców na Festiwalu TOPtrendy dla solistów Tryptyku Świętokrzyskiego (w tym Joanny Słowińskiej)
  - „Superjedynka 2007” – nagroda główna Festiwalu Piosenki Polskiej w Opolu w kategorii „Najlepsza Płyta POP” za CD „Psałterz wrześniowy” z solowym udziałem Joanny Słowińskiej
  - Superjedynka publiczności – nagroda przyznawana SMS-owo przez publiczność dla najlepszego wykonawcy Festiwalu Piosenki Polskiej w Opolu (wraz z solistami Tryptyku Świętokrzyskiego)
  - złota płyta dla Joanny Słowińskiej jako solistki oratorium Siedem Pieśni Marii za album Siedem Pieśni Marii
- 2006
  - „Folkowa Płyta Roku 2005” (II nominacja) za solowy album: Joanna Słowińska z zespołem – Live in Alchemia w plebiscycie Polskiego Radia dla dziennikarzy i krytyków muzycznych
  - „Podwójna Diamentowa Płyta” (ponad 60.000 sprzedanych egzemplarzy) dla Joanny Słowińskiej – solistki oratorium „Tu es Petrus” za album: „Tu es Petrus”
  - „Superjedynka 2006” – nagroda główna Festiwalu Piosenki Polskiej w Opolu w kategorii „Najlepsza Płyta Literacka” za CD „Tu es Petrus” z solowym udziałem Joanny Słowińskiej
  - „Laureat Laureatów” – nagroda główna Festiwalu Piosenki Polskiej w Opolu we wszelkich kategoriach za CD „Tu es Petrus” z solowym udziałem Joanny Słowińskiej
- 2005
  - Laureatka Przeglądu Piosenki Aktorskiej we Wrocławiu 2005
- 2004
  - Grand Prix festiwalu Nowa Tradycja
  - Burza Braw – Niezależna Nagroda Publiczności Festiwalu „Nowa Tradycja
  - Nagroda specjalna TV Polonia na Festiwalu „Nowa Tradycja”
  - Finalistka Przeglądu Piosenki Aktorskiej we Wrocławiu.
- 1999
  - Grand Prix (wraz z zespołem Muzykanci) festiwalu Nowa Tradycja
  - Grand Prix (wraz z zespołem Muzykanci) Festiwalu Eurofolk
  - Nagroda specjalna za szczególną indywidualność sceniczną Festiwalu Eurofolk
  - Przyznany przez dziennikarzy i krytyków muzycznych tytuł „Folkowy Fonogram Roku” za płytę Muzykanci z udziałem Joanny Słowińskiej jako solistki i skrzypaczki

## Skład zespołu
- Joanna Słowińska – śpiew, skrzypce
- Jan Słowiński – altówka, lira korbowa
- Stanisław Słowiński – skrzypce
- Katarzyna Pietrzko – instrumenty klawiszowe
- Justyn Małodobry – kontrabas
- Max Olszewski – perkusja